# Rhus wellmannii
Rhus wellmannii là một loài thực vật có hoa trong họ Đào lộn hột. Loài này được Engl. miêu tả khoa học đầu tiên năm 1921.